# Ragnvald Soma
Ragnvald Soma (født 10. november 1979 i Kvernaland, Norge) er en norsk tidligere fodboldspiller (forsvarer). Han spillede i Premier League for West Ham og i den danske Superliga for FC Nordsjælland.
Soma spillede fem kampe for det norske landshold, som han debuterede for 18. august 2004 i en venskabskamp mod Belgien på Ullevaal. Han opnåede også hele 22 kampe for landets U/21-landshold.

## Titler
Norsk pokal
- 2004 med Brann